# 胡道
胡道（1459年10月25日—？），字濟時，江西吉安府安福縣人，民籍，明朝政治人物。

## 生平
弘治八年（1495年）乙卯科江西鄉試第三名舉人，九年（1496年）中式丙辰科會試第九十三名，三甲第四十六名進士。

## 家庭
曾祖胡叔廉；祖父胡宜勗；父胡珍，母彭氏。慈侍下。兄胡準（贡士）、胡惠，弟胡仰、胡儒、胡僎。